# Michinmahuida
Le Michinmahuida (orthographes alternatives Minchinmávida et Michimahuida) est un stratovolcan du sud du Chili. Il est situé dans la région des Lacs et la province de Palena, à l'extrême nord de la Patagonie chilienne. Le volcan est situé à la bordure méridionale du parc de Pumalín. La ville la plus proche est la capitale provinciale Chaitén, située environ 25 km au sud-ouest.
Le sommet est formé d'une petite caldeira de 3 km de diamètre recouverte d'un glacier.
Le volcan n'a pas montré de signes d'activité depuis le passage de Darwin, qui l'observa en éruption en 1834. Une éruption avait auparavant eu lieu en 1742.